# Centauri (Babylon 5)
Centaurii sunt o specie umanoidă extraterestră din universul fictiv al seriei de televiziune Babylon 5. 

## Descriere
Ca specie, Centaurii au o asemănare fizică strânsă cu oamenii, incluzând o mare parte din chimia corpului, structura și părul lor, dar diferă foarte mult din punct de vedere taxonomic, în special în aranjarea organelor interne și reproducătoare. Specia este separată în două sexe corelând bine cu aspectele acceptate de sex masculin și feminin. Sunt cu sânge cald și purtătoare de viață. Femelele alăptează tinerii în mod similar cu oamenii, arătând unele paralele cu mamiferele de pe Pământ. Normele culturale pentru bărbați cer să-și modeleze părul capului în creste mari dintr-o parte în alta - mai degrabă ca un Mohawk lateral. Mărimea crestei a fost folosită inițial pentru a indica statutul social, vârsta și bogăția, dar odată cu declinul republicii sunt supuse mai mult modei - un împărat în vârstă a afișat o creastă mult mai mică, reprezentativă tinereții. Femeile sunt văzute în principal cu capul ras (sau uneori cu o „coadă de ponei”). Crestele capului apar și pe idolii zeităților Centauri, chiar și pe cele care prezintă trăsături hermafrodite. 
Au fost primele specii extraterestre care au făcut contact deschis cu rasa umană,  :154 făcând schimb de tehnologie (incluzând saltul, necesar pentru călătoria în hiperspațiu) și tratamente medicale. 
Lumea lor de origine este Centauri Prime, o mică planetă asemănătoare Pământului, formată din două continente mari și câteva insule mai mici, împărțite de mari oceane de apă. Guvernul Republicii Centauri este, în ciuda faptului că este numit republică, guvernat de un împărat și de o adunare de miniștri și șefi ai diferitelor case care formează Centaurun. :161 În ciuda numelui, Centauri nu se află și nu are legătură cu sistemul stelar Alfa Centauri (în contextul Babylon 5, această denumire inexactă este explicată ca rezultat dintr-o traducere greșită în timpul primului contact între oameni și Centauri; cu toate acestea, există și o serie de alte stele numite Centauri). În plus, denumirea  Alfa Centauri a fost un rezultat al mitologiilor tradiționale umane și deci pur și simplu o coincidență. 

## Planeta-mamă
Centauri Prime este tronul Republicii Centauri, cândva expansivă. Are mai puțin uscat decât Pământul; există doar două continente principale cu o abundență de insule mici și habitate marine extinse. Planeta are o populație de aproximativ 3,4 miliarde :110 – mult mai puțin decât lumile de origine ale multor alte rase extraterestre. Este, de asemenea, a treia planetă din sistemul Zeta Tucanae din constelația Tucana. 
În ianuarie 2261, insula Selini, aflată în emisfera sudică a planetei, a fost ocupată de forțele Umbrelor, care au stabilit o bază acolo pentru peste o sută de nave. Cu toate acestea,  după moartea împăratului Cartagia, Molari a ordonat distrugerea bazei și insula a fost eliminată cu bombe nucleare bazate pe fuziune. 

## Vezi și
- Londo Mollari